# فرانس براندس
فرانس براندس (بالفرنسية: Frans Brands)‏ ولد بتاريخ 31 مايو 1940 في بلجيكا، وتوفي في 9 فبراير 2008 في بلجيكا، كان دراج بلجيكي في صنف سباق الدراجات على الطريق.

## سجل النتائج

### سباقات أو مراحل فاز بها
- طواف فرنسا
- طواف إيطاليا

## وصلات خارجية
- الموقع الرسمي

## روابط خارجية
- فرانس براندس على موقع أرشيف الدراجات (الإنجليزية)
- فرانس براندس على موقع إحصائيات الدراجات الإحترافية (الإنجليزية)
- فرانس براندس على موقع CycleBase (الإنجليزية)